# فولتا لا كومونيتات فالنسيانا 2024
فولتا لا كومونيتات فالنسيانا 2024 (بالإسبانية: Vuelta a la Comunidad Valenciana 2024)‏ هو سباق دراجات هوائية من فئة  2.1، وهو الموسم الخامس والسبعين من فولتا فالنسيا، وأقيم خلال الفترة من 31 يناير 2024، وحتى 4 فبراير 2024.
فاز بالمركز الأول براندون ماكنولتي، وفاز بالمركز الثاني وفي ترتيب النقاط للشباب Santiago Buitrago ‏، وفاز بالمركز الثالث ألكساندر فلاسوف، وفاز في ترتيب النقاط جوناثان ميلان، وفاز في تصنيف الجبال Mikel Bizkarra ‏، وفاز في ترتيب الفرق فريق البحرين ميريدا للدراجات الهوائية 2024 ‏.

## الفرق
| فرق عالمية (7)- Bahrain Victorious - Bora-Hansgrohe - Intermarché-Wanty - Lidl-Trek - Movistar Team - Team Jayco AlUla - UAE Team Emirates فرق برو (9)- بنجوال باوليز ساوكس دبليو بي ‏ - برجس بي إتش 2024 ‏ - كاجا رورال-سيغوروس 2024 ‏ - Equipo Kern Pharma ‏ - أوسكالتيل أوسكادي 2024 ‏ - Q36.5 Pro Cycling Team ‏ - تيم نوفو نورديسك ‏ - إيولو كوميت ‏ - VF Group-Bardiani CSF-Faizané فرق قارية (2)- Illes Balears Arabay Cycling ‏ - Project Echelon Racing ‏ |  |
| |  |

## المراحل
| قائمة المراحل | قائمة المراحل | قائمة المراحل                     | قائمة المراحل | قائمة المراحل | قائمة المراحل | قائمة المراحل       | قائمة المراحل       |
| المرحلة       | التاريخ       | الدورة                            |               | المسافة (كم)  | الارتفاع      | الفائز بالمرحلة     | القائد العام        |
| ------------- | ------------- | --------------------------------- | ------------- | ------------- | ------------- | ------------------- | ------------------- |
| المرحلة 1     | 31 يناير      | بنو قاسم – قسطلونة                | مرحلة التلال  | 167           | 2٬374 م       | Alessandro Tonelli ‏ | Alessandro Tonelli ‏ |
| المرحلة 2     | 1 فبراير      | Canals, Spain ‏ – Valldigna ‏       | مرحلة التلال  | 162٫7         | 1٬827 م       | ماتج موهوريك        | Alessandro Tonelli ‏ |
| المرحلة 3     | 2 فبراير      | سان فيسينتي ديل راسبايج – أوريولة | مرحلة التلال  | 161٫3         | 1٬393 م       | جوناثان ميلان       | Alessandro Tonelli ‏ |
| المرحلة 4     | 3 فبراير      | تيولادا، إسبانيا – La Vall d'Ebo ‏ | مرحلة متوسطة  | 160           | 3٬328 م       | براندون ماكنولتي    | براندون ماكنولتي    |
| المرحلة 5     | 4 فبراير      | Bétera ‏ – بلنسية                  | مرحلة التلال  | 93            | 1٬161 م       | ويل بارتا           | براندون ماكنولتي    |

## النتيجة

### مرحلة 1
هي مرحلة جبلية، أقيمت في 31 يناير 2024، وامتدّت لمسافة 167 كيلومتر. فاز بالمركز الأول، وتصدر ترتيب النقاط والترتيب العام في نهاية المرحلة Alessandro Tonelli ‏، وتصدر ترتيب الفرق 2024 VF Group-Bardiani CSF-Faizanè ‏، وتصدر ترتيب التسلق Gorka Sorarrain ‏، وتصدر ترتيب النقاط للشباب Oier Lazkano ‏.
| التصنيف العام         | التصنيف العام              | التصنيف العام                 | التصنيف العام | التصنيف العام |
| العداء                | العداء                     | الفريق                        | الوقت         |               |
| --------------------- | -------------------------- | ----------------------------- | ------------- | ------------- |
| 1                     | Alessandro Tonelli ‏        | VF Group-Bardiani CSF-Faizané | 4 س 04 د 22 ث |               |
| 2                     | Manuele Tarozzi ‏           | VF Group-Bardiani CSF-Faizané | + 3 ث         |               |
| 3                     | Oier Lazkano ‏              | موفيستار                      | + 1 د 17 ث    |               |
| 4                     | Alex Molenaar ‏             | Illes Balears Arabay Cycling ‏ | + 1 د 20 ث    |               |
| 5                     | Francisco Muñoz (cyclist) ‏ | إيولو كوميت ‏                  | + 1 د 29 ث    |               |
| 6                     | جوناثان ميلان              | Lidl-Trek                     | + 1 د 31 ث    |               |
| 7                     | مايكل ماثيوز               | Team Jayco AlUla              | + 1 د 31 ث    |               |
| 8                     | ماتج موهوريك               | Bahrain Victorious            | + 1 د 31 ث    |               |
| 9                     | Filippo Fiorelli ‏          | VF Group-Bardiani CSF-Faizané | + 1 د 31 ث    |               |
| 10                    | Pelayo Sánchez ‏            | موفيستار                      | + 1 د 31 ث    |               |
|                       |                            |                               |               |               |
| مصدر: ProCyclingStats |                            |                               |               |               |

### مرحلة 2
هي مرحلة جبلية، أقيمت في 1 فبراير 2024، وامتدّت لمسافة 162.7 كيلومتر. فاز بالمركز الأول، وتصدر ترتيب النقاط ماتج موهوريك، وتصدر الترتيب العام في نهاية المرحلة Alessandro Tonelli ‏، وتصدر ترتيب التسلق Gorka Sorarrain ‏، وتصدر ترتيب الفرق 2024 VF Group-Bardiani CSF-Faizanè ‏، وتصدر ترتيب النقاط للشباب Santiago Buitrago ‏.
| التصنيف العام         | التصنيف العام       | التصنيف العام                 | التصنيف العام | التصنيف العام |
| العداء                | العداء              | الفريق                        | الوقت         |               |
| --------------------- | ------------------- | ----------------------------- | ------------- | ------------- |
| 1                     | Alessandro Tonelli ‏ | VF Group-Bardiani CSF-Faizané | 7 س 52 د 22 ث |               |
| 2                     | ماتج موهوريك        | Bahrain Victorious            | + 1 د 08 ث    |               |
| 3                     | فيليكس جروس شارتنر  | فريق الإمارات                 | + 1 د 18 ث    |               |
| 4                     | Santiago Buitrago ‏  | Bahrain Victorious            | + 1 د 19 ث    |               |
| 5                     | ألكساندر فلاسوف     | بورا هانسغروه                 | + 1 د 30 ث    |               |
| 6                     | Filippo Fiorelli ‏   | VF Group-Bardiani CSF-Faizané | + 1 د 31 ث    |               |
| 7                     | مايكل ماثيوز        | Team Jayco AlUla              | + 1 د 31 ث    |               |
| 8                     | Paul Double ‏        | إيولو كوميت ‏                  | + 1 د 31 ث    |               |
| 9                     | جيوفاني أليوتي      | بورا هانسغروه                 | + 1 د 31 ث    |               |
| 10                    | Rainer Kepplinger ‏  | Bahrain Victorious            | + 1 د 31 ث    |               |
|                       |                     |                               |               |               |
| مصدر: ProCyclingStats |                     |                               |               |               |

### مرحلة 3
هي مرحلة جبلية، أقيمت في 2 فبراير 2024، وامتدّت لمسافة 161.3 كيلومتر. فاز بالمركز الأول، وتصدر ترتيب النقاط جوناثان ميلان، وتصدر الترتيب العام في نهاية المرحلة Alessandro Tonelli ‏، وتصدر ترتيب التسلق Gorka Sorarrain ‏، وتصدر ترتيب الفرق 2024 VF Group-Bardiani CSF-Faizanè ‏، وتصدر ترتيب النقاط للشباب Santiago Buitrago ‏.
| التصنيف العام         | التصنيف العام       | التصنيف العام                 | التصنيف العام  | التصنيف العام |
| العداء                | العداء              | الفريق                        | الوقت          |               |
| --------------------- | ------------------- | ----------------------------- | -------------- | ------------- |
| 1                     | Alessandro Tonelli ‏ | VF Group-Bardiani CSF-Faizané | 11 س 34 د 26 ث |               |
| 2                     | ماتج موهوريك        | Bahrain Victorious            | + 1 د 08 ث     |               |
| 3                     | فيليكس جروس شارتنر  | فريق الإمارات                 | + 1 د 28 ث     |               |
| 4                     | Santiago Buitrago ‏  | Bahrain Victorious            | + 1 د 29 ث     |               |
| 5                     | ألكساندر فلاسوف     | بورا هانسغروه                 | + 1 د 30 ث     |               |
| 6                     | Filippo Fiorelli ‏   | VF Group-Bardiani CSF-Faizané | + 1 د 31 ث     |               |
| 7                     | Paul Double ‏        | إيولو كوميت ‏                  | + 1 د 31 ث     |               |
| 8                     | جيوفاني أليوتي      | بورا هانسغروه                 | + 1 د 31 ث     |               |
| 9                     | Joan Bou ‏           | أوسكالتيل أوسكادي ‏            | + 1 د 31 ث     |               |
| 10                    | إينر روبيو          | موفيستار                      | + 1 د 31 ث     |               |
|                       |                     |                               |                |               |
| مصدر: ProCyclingStats |                     |                               |                |               |

### مرحلة 4
هي مرحلة جبلية متوسطة، أقيمت في 3 فبراير 2024، وامتدّت لمسافة 160 كيلومتر. فاز بالمركز الأول، وتصدر الترتيب العام في نهاية المرحلة براندون ماكنولتي، وتصدر ترتيب النقاط جوناثان ميلان، وتصدر ترتيب التسلق Mikel Bizkarra ‏، وتصدر ترتيب النقاط للشباب Santiago Buitrago ‏، وتصدر ترتيب الفرق فريق البحرين ميريدا للدراجات الهوائية 2024 ‏.
| التصنيف العام         | التصنيف العام       | التصنيف العام                 | التصنيف العام  | التصنيف العام |
| العداء                | العداء              | الفريق                        | الوقت          |               |
| --------------------- | ------------------- | ----------------------------- | -------------- | ------------- |
| 1                     | براندون ماكنولتي    | فريق الإمارات                 | 15 س 44 د 08 ث |               |
| 2                     | Santiago Buitrago ‏  | Bahrain Victorious            | + 14 ث         |               |
| 3                     | ألكساندر فلاسوف     | بورا هانسغروه                 | + 17 ث         |               |
| 4                     | Alessandro Tonelli ‏ | VF Group-Bardiani CSF-Faizané | + 20 ث         |               |
| 5                     | جاي هيندلي          | بورا هانسغروه                 | + 34 ث         |               |
| 6                     | بيلو بلباو          | Bahrain Victorious            | + 34 ث         |               |
| 7                     | فيليكس جروس شارتنر  | فريق الإمارات                 | + 36 ث         |               |
| 8                     | Rainer Kepplinger ‏  | Bahrain Victorious            | + 54 ث         |               |
| 9                     | خافيير رومو ‏        | موفيستار                      | + 58 ث         |               |
| 10                    | Paul Double ‏        | إيولو كوميت ‏                  | + 1 د 11 ث     |               |
|                       |                     |                               |                |               |
| مصدر: ProCyclingStats |                     |                               |                |               |

### مرحلة 5
هي مرحلة جبلية، أقيمت في 4 فبراير 2024، وامتدّت لمسافة 93 كيلومتر. فاز بالمركز الأول ويل بارتا، وتصدر الترتيب العام في نهاية المرحلة براندون ماكنولتي، وتصدر ترتيب النقاط جوناثان ميلان، وتصدر ترتيب التسلق Mikel Bizkarra ‏، وتصدر ترتيب النقاط للشباب Santiago Buitrago ‏، وتصدر ترتيب الفرق فريق البحرين ميريدا للدراجات الهوائية 2024 ‏.

## المشاركون
| Intermarché-Wanty IWA | Intermarché-Wanty IWA | Intermarché-Wanty IWA |
| --------------------- | --------------------- | --------------------- |
| م                     | عداء                  | مرتبة                 |
| 1                     | Vito Braet ‏           | 95                    |
| 2                     | آرنه ماريت ‏           | 79                    |
| 3                     | أدريان بيتي           | 112                   |
| 4                     | بابتيست بلانكايرت     | 84                    |
| 5                     | Rein Taaramäe         | 19                    |
| 6                     | Tim Rex‏               | 37                    |
| 7                     | Boy van Poppel ‏       | 85                    |

| Bora-Hansgrohe BOH | Bora-Hansgrohe BOH | Bora-Hansgrohe BOH |
| ------------------ | ------------------ | ------------------ |
| م                  | عداء               | مرتبة              |
| 11                 | باتريك غامبر       | 108                |
| 12                 | جاي هيندلي         | 5                  |
| 13                 | لينارد كامنا       | 75                 |
| 14                 | Alexander Hajek ‏   | 35                 |
| 15                 | ألكساندر فلاسوف    | 3                  |
| 16                 | Frederik Wandahl ‏  | 70                 |
| 17                 | جيوفاني أليوتي     | 13                 |

| UAE Team Emirates UAD | UAE Team Emirates UAD | UAE Team Emirates UAD |
| --------------------- | --------------------- | --------------------- |
| م                     | عداء                  | مرتبة                 |
| 21                    | Igor Arrieta ‏         | 15                    |
| 22                    | Jan Christen ‏         | 44                    |
| 23                    | Alessandro Covi ‏      | 56                    |
| 24                    | فيليكس جروس شارتنر    | 7                     |
| 25                    | براندون ماكنولتي      | 1                     |
| 26                    | بافل سيفاكوف          | لم يبدأ-3             |
| 27                    | BEL                   | 108                   |

| Movistar Team MOV | Movistar Team MOV    | Movistar Team MOV |
| ----------------- | -------------------- | ----------------- |
| م                 | عداء                 | مرتبة             |
| 31                | Jorge Arcas ‏         | 64                |
| 32                | ويل بارتا            | 41                |
| 33                | Oier Lazkano ‏ (طريق) | 61                |
| 34                | أنطونيو بيدرو        | 90                |
| 35                | خافيير رومو ‏         | 9                 |
| 36                | إينر روبيو           | 18                |
| 37                | Pelayo Sánchez ‏      | 47                |

| Bahrain Victorious TBV | Bahrain Victorious TBV | Bahrain Victorious TBV |
| ---------------------- | ---------------------- | ---------------------- |
| م                      | عداء                   | مرتبة                  |
| 41                     | بيلو بلباو             | 6                      |
| 42                     | يوكيا أراشيرو          | لم يبدأ-2              |
| 43                     | Santiago Buitrago ‏     | 2                      |
| 44                     | Nicolò Buratti ‏        | 86                     |
| 45                     | Kamil Gradek ‏          | لم يبدأ-2              |
| 46                     | Rainer Kepplinger ‏     | 8                      |
| 47                     | ماتج موهوريك           | 23                     |

| Lidl-Trek LTK | Lidl-Trek LTK            | Lidl-Trek LTK |
| ------------- | ------------------------ | ------------- |
| م             | عداء                     | مرتبة         |
| 51            | سيموني كونسوني           | 82            |
| 52            | فابيو فلين               | لم يبدأ-1     |
| 53            | Amanuel Ghebreigzabhier ‏ | 80            |
| 54            | باتريك كونراد            | 12            |
| 55            | جوناثان ميلان            | 48            |
| 56            | سام أومن                 | 33            |
| 57            | إدوارد ثيونس             | 83            |

| Team Jayco AlUla JAY | Team Jayco AlUla JAY | Team Jayco AlUla JAY |
| -------------------- | -------------------- | -------------------- |
| م                    | عداء                 | مرتبة                |
| 61                   | Welay Berhe ‏         | 10                   |
| 62                   | Davide De Pretto ‏    | 21                   |
| 63                   | إدوارد دنبر          | لم يبدأ-3            |
| 64                   | فيليكس إنغلهارت      | 57                   |
| 65                   | مايكل ماثيوز         | لم يبدأ-4            |
| 66                   | اموند جروندل يانسن   | 92                   |
| 67                   | فيليبو زانا          | 16                   |

| أوسكالتيل أوسكادي ‏ EUS | أوسكالتيل أوسكادي ‏ EUS | أوسكالتيل أوسكادي ‏ EUS |
| ---------------------- | ---------------------- | ---------------------- |
| م                      | عداء                   | مرتبة                  |
| 71                     | Mikel Bizkarra ‏        | 26                     |
| 72                     | Joan Bou ‏              | 17                     |
| 73                     | Xavier Cañellas ‏       | 88                     |
| 74                     | Asier Etxeberria ‏      | 81                     |
| 75                     | Xabier Isasa ‏          | 34                     |
| 76                     | Mikel Iturria ‏         | 28                     |
| 77                     | Txomin Juaristi ‏       | 46                     |

| كاجا رورال-سيغوروس ‏ CJR | كاجا رورال-سيغوروس ‏ CJR | كاجا رورال-سيغوروس ‏ CJR |
| ----------------------- | ----------------------- | ----------------------- |
| م                       | عداء                    | مرتبة                   |
| 81                      | Orluis Aular ‏ (طريق)    | 30                      |
| 82                      | Jaume Guardeño ‏         | 62                      |
| 83                      | Mulu Hailemichael ‏      | 76                      |
| 84                      | Jokin Murguialday ‏      | 72                      |
| 85                      | Joel Nicolau ‏           | 43                      |
| 86                      | Guillermo Thomas Silva ‏ | 54                      |
| 87                      | Gorka Sorarrain ‏        | 78                      |

| Q36.5 Pro Cycling Team ‏ Q36 | Q36.5 Pro Cycling Team ‏ Q36 | Q36.5 Pro Cycling Team ‏ Q36 |
| --------------------------- | --------------------------- | --------------------------- |
| م                           | عداء                        | مرتبة                       |
| 91                          | Negasi Haylu Abreha ‏        | 91                          |
| 92                          | Marcel Camprubí ‏            | 49                          |
| 93                          | كارل فريدريك هاغن           | 20                          |
| 94                          | Nicolò Parisini ‏            | لم يكمل السباق-5            |
| 95                          | Jannik Steimle ‏             | 101                         |
| 96                          | جيمس ويلان                  | 40                          |
| 97                          | Nickolas Zukowsky ‏ (طريق)   | 69                          |

| Equipo Kern Pharma ‏ EKP | Equipo Kern Pharma ‏ EKP    | Equipo Kern Pharma ‏ EKP |
| ----------------------- | -------------------------- | ----------------------- |
| م                       | عداء                       | مرتبة                   |
| 101                     | Pablo Castrillo ‏           | 32                      |
| 102                     | Jon Agirre ‏                | 24                      |
| 103                     | Unai Iribar ‏               | 39                      |
| 104                     | Iñigo Elosegui ‏            | 60                      |
| 105                     | Eugenio Sánchez (cyclist) ‏ | 99                      |
| 106                     | Álex Jaime ‏                | 102                     |
| 107                     | Miguel Ángel Fernández ‏    | 114                     |

| برجس بي إتش ‏ BBH | برجس بي إتش ‏ BBH         | برجس بي إتش ‏ BBH |
| ---------------- | ------------------------ | ---------------- |
| م                | عداء                     | مرتبة            |
| 111              | خوسيه مانويل دياز        | 25               |
| 112              | Ander Okamika ‏           | 38               |
| 113              | Sinuhé Fernández ‏        | 51               |
| 114              | Antonio Angulo ‏          | 100              |
| 115              | Georgios Bouglas ‏ (طريق) | 104              |
| 116              | Clément Alleno ‏          | 42               |
| 117              | جيتسي بول                | لم يكمل السباق-3 |

| VF Group-Bardiani CSF-Faizanè VBF | VF Group-Bardiani CSF-Faizanè VBF | VF Group-Bardiani CSF-Faizanè VBF |
| --------------------------------- | --------------------------------- | --------------------------------- |
| م                                 | عداء                              | مرتبة                             |
| 121                               | Luca Colnaghi ‏                    | 106                               |
| 122                               | Filippo Fiorelli ‏                 | 29                                |
| 123                               | Riccardo Lucca ‏                   | 94                                |
| 124                               | Filippo Magli ‏                    | 53                                |
| 125                               | Manuele Tarozzi ‏                  | 27                                |
| 126                               | Alessandro Tonelli ‏               | 4                                 |
| 127                               | Samuele Zoccarato ‏                | 66                                |

| تيم نوفو نورديسك ‏ TNN | تيم نوفو نورديسك ‏ TNN | تيم نوفو نورديسك ‏ TNN |
| --------------------- | --------------------- | --------------------- |
| م                     | عداء                  | مرتبة                 |
| 131                   | Matyáš Kopecký ‏       | 74                    |
| 132                   | Filippo Ridolfo ‏      | لم يكمل السباق-4      |
| 133                   | Gerd de Keijzer ‏      | لم يكمل السباق-4      |
| 134                   | Jan Dunnewind ‏        | 113                   |
| 135                   | ديفيد لوزانو          | 68                    |
| 136                   | Nathan Smith‏          | 93                    |
| 137                   | Lucas Dauge ‏          | 107                   |

| بنجوال باوليز ساوكس دبليو بي ‏ BWB | بنجوال باوليز ساوكس دبليو بي ‏ BWB | بنجوال باوليز ساوكس دبليو بي ‏ BWB |
| --------------------------------- | --------------------------------- | --------------------------------- |
| م                                 | عداء                              | مرتبة                             |
| 141                               | Louis Blouwe ‏                     | 58                                |
| 142                               | فلوريس دي تير                     | 22                                |
| 143                               | Johan Meens ‏                      | 55                                |
| 144                               | Alexander Salby ‏                  | 105                               |
| 145                               | ماركو تيزا                        | 50                                |
| 146                               | Nathan Vandepitte ‏                | 89                                |
| 147                               | Sébastien van Poppel‏              | 111                               |

| إيولو كوميت ‏ PTK | إيولو كوميت ‏ PTK           | إيولو كوميت ‏ PTK |
| ---------------- | -------------------------- | ---------------- |
| م                | عداء                       | مرتبة            |
| 151              | ميركو مايستري              | 67               |
| 152              | Giovanni Lonardi ‏          | 63               |
| 153              | Francisco Muñoz (cyclist) ‏ | 65               |
| 154              | Diego Pablo Sevilla ‏       | 71               |
| 155              | Davide Piganzoli ‏          | 14               |
| 156              | Paul Double ‏               | 11               |
| 157              | Fernando Tercero ‏          | 45               |

| Illes Balears Arabay Cycling ‏ IBA | Illes Balears Arabay Cycling ‏ IBA | Illes Balears Arabay Cycling ‏ IBA |
| --------------------------------- | --------------------------------- | --------------------------------- |
| م                                 | عداء                              | مرتبة                             |
| 161                               | Julen Amezqueta ‏                  | 59                                |
| 162                               | José María García ‏                | 52                                |
| 163                               | Unai Esparza ‏                     | 96                                |
| 164                               | Pau Llaneras ‏                     | 97                                |
| 165                               | Sergi Darder ‏                     | 103                               |
| 166                               | Alex Molenaar ‏                    | 31                                |
| 167                               | Gonzalo Ariño‏                     | 110                               |

| Project Echelon Racing ‏ PEC | Project Echelon Racing ‏ PEC | Project Echelon Racing ‏ PEC |
| --------------------------- | --------------------------- | --------------------------- |
| م                           | عداء                        | مرتبة                       |
| 171                         | Richard Arnopol‏             | 73                          |
| 172                         | Matthew Zimmer ‏             | 87                          |
| 173                         | Tyler Stites ‏               | 36                          |
| 174                         | Laurent Gervais‏             | 77                          |
| 175                         | Sam Boardman ‏               | 98                          |
| 176                         | Ethan Craine‏                | لم يكمل السباق-4            |
| 177                         | Caleb Classen‏               | لم يكمل السباق-4            |

| Intermarché-Wanty IWA | Intermarché-Wanty IWA | Intermarché-Wanty IWA |
| --------------------- | --------------------- | --------------------- |
| م                     | عداء                  | مرتبة                 |
| 1                     | Vito Braet ‏           | 95                    |
| 2                     | آرنه ماريت ‏           | 79                    |
| 3                     | أدريان بيتي           | 112                   |
| 4                     | بابتيست بلانكايرت     | 84                    |
| 5                     | Rein Taaramäe         | 19                    |
| 6                     | Tim Rex‏               | 37                    |
| 7                     | Boy van Poppel ‏       | 85                    |

| Bora-Hansgrohe BOH | Bora-Hansgrohe BOH | Bora-Hansgrohe BOH |
| ------------------ | ------------------ | ------------------ |
| م                  | عداء               | مرتبة              |
| 11                 | باتريك غامبر       | 108                |
| 12                 | جاي هيندلي         | 5                  |
| 13                 | لينارد كامنا       | 75                 |
| 14                 | Alexander Hajek ‏   | 35                 |
| 15                 | ألكساندر فلاسوف    | 3                  |
| 16                 | Frederik Wandahl ‏  | 70                 |
| 17                 | جيوفاني أليوتي     | 13                 |

| UAE Team Emirates UAD | UAE Team Emirates UAD | UAE Team Emirates UAD |
| --------------------- | --------------------- | --------------------- |
| م                     | عداء                  | مرتبة                 |
| 21                    | Igor Arrieta ‏         | 15                    |
| 22                    | Jan Christen ‏         | 44                    |
| 23                    | Alessandro Covi ‏      | 56                    |
| 24                    | فيليكس جروس شارتنر    | 7                     |
| 25                    | براندون ماكنولتي      | 1                     |
| 26                    | بافل سيفاكوف          | لم يبدأ-3             |
| 27                    | BEL                   | 108                   |

| Movistar Team MOV | Movistar Team MOV    | Movistar Team MOV |
| ----------------- | -------------------- | ----------------- |
| م                 | عداء                 | مرتبة             |
| 31                | Jorge Arcas ‏         | 64                |
| 32                | ويل بارتا            | 41                |
| 33                | Oier Lazkano ‏ (طريق) | 61                |
| 34                | أنطونيو بيدرو        | 90                |
| 35                | خافيير رومو ‏         | 9                 |
| 36                | إينر روبيو           | 18                |
| 37                | Pelayo Sánchez ‏      | 47                |

| Bahrain Victorious TBV | Bahrain Victorious TBV | Bahrain Victorious TBV |
| ---------------------- | ---------------------- | ---------------------- |
| م                      | عداء                   | مرتبة                  |
| 41                     | بيلو بلباو             | 6                      |
| 42                     | يوكيا أراشيرو          | لم يبدأ-2              |
| 43                     | Santiago Buitrago ‏     | 2                      |
| 44                     | Nicolò Buratti ‏        | 86                     |
| 45                     | Kamil Gradek ‏          | لم يبدأ-2              |
| 46                     | Rainer Kepplinger ‏     | 8                      |
| 47                     | ماتج موهوريك           | 23                     |

| Lidl-Trek LTK | Lidl-Trek LTK            | Lidl-Trek LTK |
| ------------- | ------------------------ | ------------- |
| م             | عداء                     | مرتبة         |
| 51            | سيموني كونسوني           | 82            |
| 52            | فابيو فلين               | لم يبدأ-1     |
| 53            | Amanuel Ghebreigzabhier ‏ | 80            |
| 54            | باتريك كونراد            | 12            |
| 55            | جوناثان ميلان            | 48            |
| 56            | سام أومن                 | 33            |
| 57            | إدوارد ثيونس             | 83            |

| Team Jayco AlUla JAY | Team Jayco AlUla JAY | Team Jayco AlUla JAY |
| -------------------- | -------------------- | -------------------- |
| م                    | عداء                 | مرتبة                |
| 61                   | Welay Berhe ‏         | 10                   |
| 62                   | Davide De Pretto ‏    | 21                   |
| 63                   | إدوارد دنبر          | لم يبدأ-3            |
| 64                   | فيليكس إنغلهارت      | 57                   |
| 65                   | مايكل ماثيوز         | لم يبدأ-4            |
| 66                   | اموند جروندل يانسن   | 92                   |
| 67                   | فيليبو زانا          | 16                   |

| أوسكالتيل أوسكادي ‏ EUS | أوسكالتيل أوسكادي ‏ EUS | أوسكالتيل أوسكادي ‏ EUS |
| ---------------------- | ---------------------- | ---------------------- |
| م                      | عداء                   | مرتبة                  |
| 71                     | Mikel Bizkarra ‏        | 26                     |
| 72                     | Joan Bou ‏              | 17                     |
| 73                     | Xavier Cañellas ‏       | 88                     |
| 74                     | Asier Etxeberria ‏      | 81                     |
| 75                     | Xabier Isasa ‏          | 34                     |
| 76                     | Mikel Iturria ‏         | 28                     |
| 77                     | Txomin Juaristi ‏       | 46                     |

| كاجا رورال-سيغوروس ‏ CJR | كاجا رورال-سيغوروس ‏ CJR | كاجا رورال-سيغوروس ‏ CJR |
| ----------------------- | ----------------------- | ----------------------- |
| م                       | عداء                    | مرتبة                   |
| 81                      | Orluis Aular ‏ (طريق)    | 30                      |
| 82                      | Jaume Guardeño ‏         | 62                      |
| 83                      | Mulu Hailemichael ‏      | 76                      |
| 84                      | Jokin Murguialday ‏      | 72                      |
| 85                      | Joel Nicolau ‏           | 43                      |
| 86                      | Guillermo Thomas Silva ‏ | 54                      |
| 87                      | Gorka Sorarrain ‏        | 78                      |

| Q36.5 Pro Cycling Team ‏ Q36 | Q36.5 Pro Cycling Team ‏ Q36 | Q36.5 Pro Cycling Team ‏ Q36 |
| --------------------------- | --------------------------- | --------------------------- |
| م                           | عداء                        | مرتبة                       |
| 91                          | Negasi Haylu Abreha ‏        | 91                          |
| 92                          | Marcel Camprubí ‏            | 49                          |
| 93                          | كارل فريدريك هاغن           | 20                          |
| 94                          | Nicolò Parisini ‏            | لم يكمل السباق-5            |
| 95                          | Jannik Steimle ‏             | 101                         |
| 96                          | جيمس ويلان                  | 40                          |
| 97                          | Nickolas Zukowsky ‏ (طريق)   | 69                          |

| Equipo Kern Pharma ‏ EKP | Equipo Kern Pharma ‏ EKP    | Equipo Kern Pharma ‏ EKP |
| ----------------------- | -------------------------- | ----------------------- |
| م                       | عداء                       | مرتبة                   |
| 101                     | Pablo Castrillo ‏           | 32                      |
| 102                     | Jon Agirre ‏                | 24                      |
| 103                     | Unai Iribar ‏               | 39                      |
| 104                     | Iñigo Elosegui ‏            | 60                      |
| 105                     | Eugenio Sánchez (cyclist) ‏ | 99                      |
| 106                     | Álex Jaime ‏                | 102                     |
| 107                     | Miguel Ángel Fernández ‏    | 114                     |

| برجس بي إتش ‏ BBH | برجس بي إتش ‏ BBH         | برجس بي إتش ‏ BBH |
| ---------------- | ------------------------ | ---------------- |
| م                | عداء                     | مرتبة            |
| 111              | خوسيه مانويل دياز        | 25               |
| 112              | Ander Okamika ‏           | 38               |
| 113              | Sinuhé Fernández ‏        | 51               |
| 114              | Antonio Angulo ‏          | 100              |
| 115              | Georgios Bouglas ‏ (طريق) | 104              |
| 116              | Clément Alleno ‏          | 42               |
| 117              | جيتسي بول                | لم يكمل السباق-3 |

| VF Group-Bardiani CSF-Faizanè VBF | VF Group-Bardiani CSF-Faizanè VBF | VF Group-Bardiani CSF-Faizanè VBF |
| --------------------------------- | --------------------------------- | --------------------------------- |
| م                                 | عداء                              | مرتبة                             |
| 121                               | Luca Colnaghi ‏                    | 106                               |
| 122                               | Filippo Fiorelli ‏                 | 29                                |
| 123                               | Riccardo Lucca ‏                   | 94                                |
| 124                               | Filippo Magli ‏                    | 53                                |
| 125                               | Manuele Tarozzi ‏                  | 27                                |
| 126                               | Alessandro Tonelli ‏               | 4                                 |
| 127                               | Samuele Zoccarato ‏                | 66                                |

| تيم نوفو نورديسك ‏ TNN | تيم نوفو نورديسك ‏ TNN | تيم نوفو نورديسك ‏ TNN |
| --------------------- | --------------------- | --------------------- |
| م                     | عداء                  | مرتبة                 |
| 131                   | Matyáš Kopecký ‏       | 74                    |
| 132                   | Filippo Ridolfo ‏      | لم يكمل السباق-4      |
| 133                   | Gerd de Keijzer ‏      | لم يكمل السباق-4      |
| 134                   | Jan Dunnewind ‏        | 113                   |
| 135                   | ديفيد لوزانو          | 68                    |
| 136                   | Nathan Smith‏          | 93                    |
| 137                   | Lucas Dauge ‏          | 107                   |

| بنجوال باوليز ساوكس دبليو بي ‏ BWB | بنجوال باوليز ساوكس دبليو بي ‏ BWB | بنجوال باوليز ساوكس دبليو بي ‏ BWB |
| --------------------------------- | --------------------------------- | --------------------------------- |
| م                                 | عداء                              | مرتبة                             |
| 141                               | Louis Blouwe ‏                     | 58                                |
| 142                               | فلوريس دي تير                     | 22                                |
| 143                               | Johan Meens ‏                      | 55                                |
| 144                               | Alexander Salby ‏                  | 105                               |
| 145                               | ماركو تيزا                        | 50                                |
| 146                               | Nathan Vandepitte ‏                | 89                                |
| 147                               | Sébastien van Poppel‏              | 111                               |

| إيولو كوميت ‏ PTK | إيولو كوميت ‏ PTK           | إيولو كوميت ‏ PTK |
| ---------------- | -------------------------- | ---------------- |
| م                | عداء                       | مرتبة            |
| 151              | ميركو مايستري              | 67               |
| 152              | Giovanni Lonardi ‏          | 63               |
| 153              | Francisco Muñoz (cyclist) ‏ | 65               |
| 154              | Diego Pablo Sevilla ‏       | 71               |
| 155              | Davide Piganzoli ‏          | 14               |
| 156              | Paul Double ‏               | 11               |
| 157              | Fernando Tercero ‏          | 45               |

| Illes Balears Arabay Cycling ‏ IBA | Illes Balears Arabay Cycling ‏ IBA | Illes Balears Arabay Cycling ‏ IBA |
| --------------------------------- | --------------------------------- | --------------------------------- |
| م                                 | عداء                              | مرتبة                             |
| 161                               | Julen Amezqueta ‏                  | 59                                |
| 162                               | José María García ‏                | 52                                |
| 163                               | Unai Esparza ‏                     | 96                                |
| 164                               | Pau Llaneras ‏                     | 97                                |
| 165                               | Sergi Darder ‏                     | 103                               |
| 166                               | Alex Molenaar ‏                    | 31                                |
| 167                               | Gonzalo Ariño‏                     | 110                               |

| Project Echelon Racing ‏ PEC | Project Echelon Racing ‏ PEC | Project Echelon Racing ‏ PEC |
| --------------------------- | --------------------------- | --------------------------- |
| م                           | عداء                        | مرتبة                       |
| 171                         | Richard Arnopol‏             | 73                          |
| 172                         | Matthew Zimmer ‏             | 87                          |
| 173                         | Tyler Stites ‏               | 36                          |
| 174                         | Laurent Gervais‏             | 77                          |
| 175                         | Sam Boardman ‏               | 98                          |
| 176                         | Ethan Craine‏                | لم يكمل السباق-4            |
| 177                         | Caleb Classen‏               | لم يكمل السباق-4            |

## التصنيف العام النهائي
| التصنيف العام         | التصنيف العام       | التصنيف العام                 | التصنيف العام  | التصنيف العام |
| العداء                | العداء              | الفريق                        | الوقت          |               |
| --------------------- | ------------------- | ----------------------------- | -------------- | ------------- |
| 1                     | براندون ماكنولتي    | فريق الإمارات                 | 17 س 52 د 34 ث |               |
| 2                     | Santiago Buitrago ‏  | Bahrain Victorious            | + 14 ث         |               |
| 3                     | ألكساندر فلاسوف     | بورا هانسغروه                 | + 17 ث         |               |
| 4                     | Alessandro Tonelli ‏ | VF Group-Bardiani CSF-Faizané | + 20 ث         |               |
| 5                     | جاي هيندلي          | بورا هانسغروه                 | + 34 ث         |               |
| 6                     | بيلو بلباو          | Bahrain Victorious            | + 34 ث         |               |
| 7                     | فيليكس جروس شارتنر  | فريق الإمارات                 | + 36 ث         |               |
| 8                     | Rainer Kepplinger ‏  | Bahrain Victorious            | + 54 ث         |               |
| 9                     | خافيير رومو ‏        | موفيستار                      | + 57 ث         |               |
| 10                    | Welay Berhe ‏        | Team Jayco AlUla              | + 58 ث         |               |
|                       |                     |                               |                |               |
| مصدر: ProCyclingStats |                     |                               |                |               |

### تصنيف النقاط
| تصنيف النقاط          | تصنيف النقاط        | تصنيف النقاط                  | تصنيف النقاط | تصنيف النقاط |
| العداء                | العداء              | الفريق                        | النقاط       |              |
| --------------------- | ------------------- | ----------------------------- | ------------ | ------------ |
| 1                     | جوناثان ميلان       | Lidl-Trek                     | 57 نقطة      |              |
| 2                     | ماتج موهوريك        | Bahrain Victorious            | 48 نقطة      |              |
| 3                     | Filippo Fiorelli ‏   | VF Group-Bardiani CSF-Faizané | 36 نقطة      |              |
| 4                     | Giovanni Lonardi ‏   | إيولو كوميت ‏                  | 36 نقطة      |              |
| 5                     | ويل بارتا           | موفيستار                      | 29 نقطة      |              |
| 6                     | سيموني كونسوني      | Lidl-Trek                     | 28 نقطة      |              |
| 7                     | Orluis Aular ‏       | كاجا رورال-سيغوروس ‏           | 27 نقطة      |              |
| 8                     | براندون ماكنولتي    | فريق الإمارات                 | 25 نقطة      |              |
| 9                     | Alessandro Tonelli ‏ | VF Group-Bardiani CSF-Faizané | 25 نقطة      |              |
| 10                    | Santiago Buitrago ‏  | Bahrain Victorious            | 24 نقطة      |              |
|                       |                     |                               |              |              |
| مصدر: ProCyclingStats |                     |                               |              |              |

### تصنيف الجبال
| تصنيف الجبال          | تصنيف الجبال       | تصنيف الجبال                  | تصنيف الجبال | تصنيف الجبال |
| العداء                | العداء             | الفريق                        | النقاط       |              |
| --------------------- | ------------------ | ----------------------------- | ------------ | ------------ |
| 1                     | Mikel Bizkarra ‏    | أوسكالتيل أوسكادي ‏            | 18 نقطة      |              |
| 2                     | Gorka Sorarrain ‏   | كاجا رورال-سيغوروس ‏           | 15 نقطة      |              |
| 3                     | ويل بارتا          | موفيستار                      | 12 نقطة      |              |
| 4                     | Jokin Murguialday ‏ | كاجا رورال-سيغوروس ‏           | 12 نقطة      |              |
| 5                     | براندون ماكنولتي   | فريق الإمارات                 | 10 نقطة      |              |
| 6                     | Santiago Buitrago ‏ | Bahrain Victorious            | 10 نقطة      |              |
| 7                     | ألكساندر فلاسوف    | بورا هانسغروه                 | 8 نقطة       |              |
| 8                     | بيلو بلباو         | Bahrain Victorious            | 8 نقطة       |              |
| 9                     | Filippo Fiorelli ‏  | VF Group-Bardiani CSF-Faizané | 8 نقطة       |              |
| 10                    | Manuele Tarozzi ‏   | VF Group-Bardiani CSF-Faizané | 6 نقطة       |              |
|                       |                    |                               |              |              |
| مصدر: ProCyclingStats |                    |                               |              |              |

## تصنيف الفرق

### الفرق حسب الوقت
| تصنيف الفرق حسب الوقت | تصنيف الفرق حسب الوقت         | تصنيف الفرق حسب الوقت | تصنيف الفرق حسب الوقت |
| الفريق                | الفريق                        | الوقت                 |                       |
| --------------------- | ----------------------------- | --------------------- | --------------------- |
| 1                     | Bahrain Victorious            | 53 س 39 د 19 ث        |                       |
| 2                     | UAE Team Emirates             | + 34 ث                |                       |
| 3                     | Bora-Hansgrohe                | + 39 ث                |                       |
| 4                     | Team Jayco AlUla              | + 3 د 00 ث            |                       |
| 5                     | إيولو كوميت ‏                  | + 3 د 31 ث            |                       |
| 6                     | VF Group-Bardiani CSF-Faizané | + 5 د 06 ث            |                       |
| 7                     | أوسكالتيل أوسكادي ‏            | + 5 د 45 ث            |                       |
| 8                     | Movistar Team                 | + 6 د 00 ث            |                       |
| 9                     | برجس بي إتش ‏                  | + 11 د 44 ث           |                       |
| 10                    | كاجا رورال-سيغوروس ‏           | + 13 د 52 ث           |                       |
|                       |                               |                       |                       |
| مصدر: ProCyclingStats |                               |                       |                       |

## تصانيف فرعية

### تصنيف أفضل شاب
| تصنيف أفضل شاب        | تصنيف أفضل شاب     | تصنيف أفضل شاب                | تصنيف أفضل شاب | تصنيف أفضل شاب |
| العداء                | العداء             | الفريق                        | الوقت          |                |
| --------------------- | ------------------ | ----------------------------- | -------------- | -------------- |
| 1                     | Santiago Buitrago ‏ | Bahrain Victorious            | 17 س 52 د 48 ث |                |
| 2                     | خافيير رومو ‏       | موفيستار                      | + 43 ث         |                |
| 3                     | Welay Berhe ‏       | Team Jayco AlUla              | + 44 ث         |                |
| 4                     | جيوفاني أليوتي     | بورا هانسغروه                 | + 1 د 06 ث     |                |
| 5                     | Davide Piganzoli ‏  | إيولو كوميت ‏                  | + 1 د 08 ث     |                |
| 6                     | Igor Arrieta ‏      | فريق الإمارات                 | + 1 د 08 ث     |                |
| 7                     | فيليبو زانا        | Team Jayco AlUla              | + 1 د 22 ث     |                |
| 8                     | Davide De Pretto ‏  | Team Jayco AlUla              | + 1 د 49 ث     |                |
| 9                     | Alex Molenaar ‏     | Illes Balears Arabay Cycling ‏ | + 4 د 12 ث     |                |
| 10                    | Pablo Castrillo ‏   | Equipo Kern Pharma ‏           | + 5 د 12 ث     |                |
|                       |                    |                               |                |                |
| مصدر: ProCyclingStats |                    |                               |                |                |

## وصلات خارجية
- الموقع الرسمي
- لمحة عن سباق فولتا لا كومونيتات فالنسيانا 2024 على موقع  ProCyclingStats   (برو  سايكلنج  ستاتس) - إحصاءات  محترفي  الدراجات.
- فولتا لا كومونيتات فالنسيانا 2024 على موقع إحصائيات الدراجات الإحترافية (الإنجليزية)